# جانگت

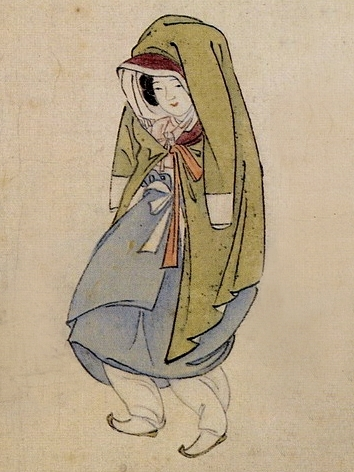
جانگُت

جانگُت (장옷) نوعی لباس است که زنان دوره سلسله چوسان به هنگام بیرون رفتن از خانه و برای پوشاندن صورت خود از آن استفاده می‌کردند. جانگت شبیه دوروماگی [نوعی لباس سنتی کره ای بود که به صورت یک شنل و یا کت بلند به روی هانبوک پوشیده می‌شد] است.تفاوت جانگت با دوروماگی در این است که جانگت دارای یقه (git) و روبان (goreum) است. از روبان برای نگه داشتن دوطرف جانگت با دست و همچنین گره زدن دو طرف جانگت به یکدیگر استفاده می‌شده‌است. طبق اصول کنفوسیانیسم دوره سلسله چوسان، زنان موظف بودند که چهره خود را در برابر مردان غریبه بپوشانند، بنابراین زنان هنگام بیرون رفتن از خانه با استفاده از جانگت چهره خود را می‌پوشانند.همچنین زنان از نوع دیگری پوشش به نام سوگه‌چیما که شبیه دامن بود برای پوشاندن صورت خود استفاده می‌کردند. تفاوت سوگه‌چیما و جانگت در این است که سوگه‌چیما فاقد یقه است و کمی کوتاه‌تر و باریک‌تر از جانگت است.